# Micragrypnites
Micragrypnites là một chi bọ cánh cứng trong họ 
Elateridae.
Chi này được miêu tả khoa học năm 1973 bởi Dolin.

## Các loài
- Micragrypnites issykiensis Dolin, 1973